# Cathedraticum
Das Cathedraticum, auch Kathedratikum (von lat. cathedra, Sitz, Bischofssitz) oder Altarzins genannt, war eine Abgabe, die vom Inhaber eines kirchlichen Benefiziums  an den Diözesanbischof zu entrichten war. Sie wurde entweder zu festgesetzten Zeiten – in der Regel zu Ostern oder Pfingsten – oder bei der Bischofssynode eingehoben. In diesem Fall wurde sie auch Synodacium genannt.
Die ordnungsgemäße und pünktliche Entrichtung des Cathedraticums wurde in der katholischen Kirche als ein Zeichen der Ehrerbietung gegenüber dem Bischof und der Unterwerfung unter seine Jurisdiktion aufgefasst. Gleichzeitig wurden dem Ordinarius damit die finanziellen Mittel in die Hand gegeben, die er für die Erfüllung seiner Aufgaben als geistlicher Oberhirte seiner Diözese benötigte.
In den deutschen Bistümern wurde diese Abgabe nicht überall erhoben.
Von der Verpflichtung zur Entrichtung der Abgabe waren die Klöster, nicht jedoch die Pfarrvikare der inkorporierten Kirchen befreit. Ebenfalls kein Cathedraticum hatten jene Kleriker zu leisten, die nicht beständig an der Kirche angestellt waren, sondern vom Abt jederzeit aus ihrem Amt entfernt werden konnten.
In Deutschland wurde das Cathedraticum – nachdem es in Österreich schon mit Hofreskript Kaiser Josephs II. vom 16. Juli 1783 aufgehoben worden war – 1803 im Zuge der Säkularisation abgeschafft. Den geänderten Verhältnissen angepasst, hat sich diese Abgabe jedoch als „Steuer für die Bedürfnisse der Diözese“ (Canon 1263 CIC 1983) bis in unsere Tage erhalten.

## Varia
Der Umfang des Cathedraticums wurde in der Antike mit zwei Solidi festgelegt. Dieser Wert wurde in späterer Zeit an die Währungsverhältnisse angepasst.
In Notfällen und für außerordentliche Bedürfnisse durften die Bischöfe gemäß den Bestimmungen des 3. Laterankonzils von 1179 von den Pfründnern ihres Sprengels zusätzlich auch eine freiwillige Beihilfe, das sogenannte subsidium charitativum, einheben.
Als Cathedraticum wurde im Kirchenrecht auch die Abgabe bezeichnet, die im Frühmittelalter von einem Kleriker bei der Priesterweihe abverlangt wurde. Diese Art der Abgabe, der der Geschmack der Simonie anhaftete, wurde auf der zweiten Synode von Braga im Jahr 572 verboten.